# Mis ganas ganan, la historia de Elena Huelva
Mis ganas ganan, La historia de Elena Huelva es un documental español estrenado en 2024 que narra la vida de Elena Huelva, una activista sevillana conocida por visibilizar la lucha contra el cáncer. Dirigido por José Luis Hernández Arango, el filme aborda su experiencia con el sarcoma de Ewing, su presencia en redes sociales y su labor de concienciación sobre la importancia de la investigación oncológica.

## Antecedentes
Elena Huelva nació el 21 de mayo de 2002 en Sevilla, España. En 2019, a los 16 años, recibió el diagnóstico de sarcoma de Ewing, un tipo raro de cáncer óseo. Tras conocer su enfermedad, usó plataformas digitales como Instagram y TikTok para compartir su experiencia y difundir el mensaje «Mis ganas ganan», que luego dio título al documental. A lo largo de su trayectoria como creadora de contenido, dio visibilidad a la realidad de los pacientes oncológicos y a la necesidad de invertir más en investigación. Su mensaje alcanzó a miles de seguidores y a figuras públicas como la cantante Aitana y el presentador Manuel Carrasco, quien le dedicó la canción «Libélula».

## Producción y recepción
Canal Sur Televisión produjo el documental bajo la dirección de José Luis Hernández Arango. La película incluye imágenes inéditas de la vida de Elena Huelva y testimonios de familiares, amigos y figuras del ámbito cultural que la acompañaron durante su enfermedad.
En marzo de 2024, el documental se presentó en el Festival de Málaga en la sección oficial de Documentales Fuera de Concurso. Se estrenó en cines el 5 de abril de 2024 en España y recibió una gran respuesta del público y la crítica. El 25 de septiembre del mismo año, pasó a formar parte del catálogo de RTVE Play para su distribución en streaming.